# مذكرة توقيف

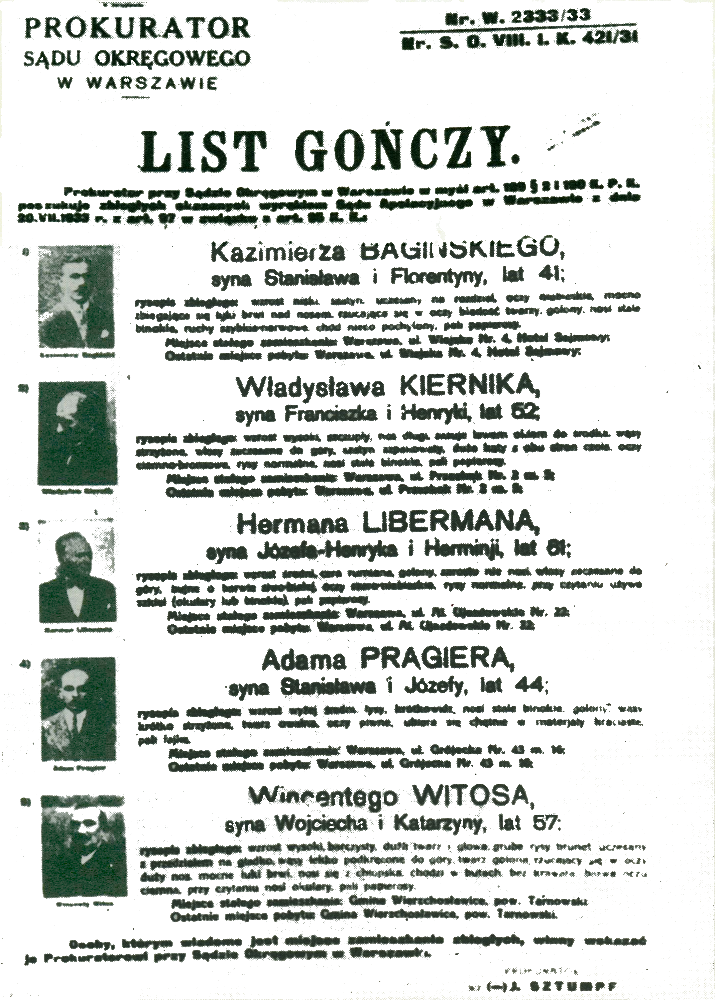

مذكرة توقيف هي مُذكرة أو أمر قضائي يكون صادرا بالأساس إما عن قاضٍ أو رجل قضاء نيابة عن الدولة، وتأذن هذه المُذكرة للسلطات الأمنية باعتقال واحتجاز شخص مُتهم بجناية أو جنحة تستوجب قانونا الحبس أو عقوبة أشد منها وإحضاره للمحكمة، أو تفتيش مُمتلكات فرد ما ومُصادرتها.. وتختلف تفاصيل وظروف إصدار هذه المذكرة من دولة إلى أُخرى.